# Filosofi med børn
Filosofi med børn er en dialogisk undervisningmetode til at lære børn at formulere sine tanker, argumentere for sine synspunkter, og tænke dybere over tilværelsen og filosofiske spørgsmål generelt. Metoden bruges blandt andet til at gøre børn bevidste om deres måder at tænke på. Undervisningsmetoden går ud på at børn sidder i en rundkreds og diskuterer filosofiske spørgsmål. For eksempel: "Hvis gud skabte os, hvem skabte så gud? Hvad er tal? Hvad er retfærdigt?" osv.
Børnene bliver til et undersøgende fællesskab. De får lov til at formulere deres holdninger og meninger overfor hinanden, og de bliver samtidig bedt om at begrunde deres syn. Børnene responderer på hinandens holdninger, og sammen kan de nå en dybere indsigt i tilværelsen. Børnene skal altså ikke lære om de store klassiske filosoffer og deres tanker, men i stedet snakke om konkrete filosofiske problemstillinger - problemstillinger hvor børnenes egne erfaringer kan bidrage til forståelse imellem børnene selv. 

## Metoder

### Spørgsmål og billeder som samtalestarter
Når man vil føre filosofiske samtaler med børn, spiller de valgte spørgsmål (“hvad er venskab?”, “har dyr følelser?”, “hvad er lykke?”) en vigtig rolle. Ifølge den tyske uddannelsesforsker Michael Siegmund bør filosofiske spørgsmål til børn ledsages af et inspirerende billede. Billede og spørgsmål fungerer her i fællesskab som en effektiv samtalestarter. Til dette formål kan man anvende billeder af blandt andet naturlandskaber, dyr og mennesker, bestemte sociale situationer og fantasibilleder. Denne dobbeltmetode kan både anvendes i børnehaven (fra 4 år), skolen og hjemmet.

### Historier som samtalestarter
Udover billeder er historier ligeledes en god indgangsvinkel til filosofiske samtaler med børn. Historien fungerer i den forbindelse som udgangspunkt for en filosofisk samtale i børnehøjde. Den voksne kan stille filosofiske spørgsmål undervejs i højtlæsningen. Når børnene præsenteres for en historie med tilhørende dybe spørgsmål, styrkes deres kreativitet og forestillingsevne. Den voksne kan i den forbindelse vælge mellem “klassiske” historier og eventyr og udvikle sine egne filosofiske spørgsmål til den fortalte historie, eller man kan vælge at gøre brug af filosofiske børnebøger specialudviklet til dette formål. Michael Siegmund anbefaler i den forbindelse historier med dyr i hovedrollen, krydret med filosofiske spørgsmål i børnehøjde. Velegnede emner omfatter fattigdom og rigdom, venskab og familie, lykke, frihed, forurening, retfærdighed med mere.

## Eksempel
Eksempel taget fra Matthew Lipmans bog Thinking in Education: Det er alment accepteret, at en lærer fungerer som en moralsk autoritet overfor sine elever. Hvis et barn slår et andet barn, dømmer læreren denne handling: “Det må du ikke!”. Hvad læreren kunne gøre i stedet er, at spørge ind til hvilke grunde det aggressive barn har til at slå. “Det er fordi jeg ikke kan lide hende.” siger barnet. Læreren vender sig til klassen og spørger: ”Er det en fornuftig/god grund til at slå?” På den måde kommer klassen til at diskutere hvad der er rigtigt og forkert, og vigtigere, hvilke grunde gør en handling rigtig og forkert. Grunde som ikke begrundes ud fra voksnes autoritære meninger, men grunde som bliver begrundet rationelt og i samråd med hele klassen.
Metoden blev grundlagt af Matthew Lipman i starten af 1960‘erne. Den har siden udviklet sig, og er blevet mere omfattende på verdensplan. Blandt andet har Matthew Lipman oprettet forskningsinstituttet Institute for the Advancement of Philosophy for Children (IAPC) og i Storbritannien blev Society for Advancing Philosophical Enqiry and Reflection in Education (SAPERE) senere oprettet. 
Filosofi med børn kan bruges til at udvikle børns kognitive evner - evner som at kunne tænke kritisk, kreativt og omsorgsfuldt. Samtidigt tyder det på, at børn også udvikler bedre sociale kompetencer.
Metoden er inspireret af den sokratiske dialogform, hvor man gennem samtale når en dybere forståelse af samtalens emne.

## Matthew Lipman
Matthew Lipman startede bevægelsen filosofi for børn (philosophy for childen) eller P4C tilbage i 1960‘erne. Lipman var inspireret af filosoffen John Dewey’s tanker omkring uddannelse. Iflg. Dewey skal undervisningen være en aktiv process, hvor eleverne lærer ved at inddrage deres egne erfaringer. Med andre ord, skal en lærer ikke bare overføre sin viden til sine elever. Dette vil gøre eleverne og hele undervisningsprocessen passiv. En lærer skal i stedet fungere som en facilitator eller guide, som hjælper eleverne med at lære på baggrund af elevernes egne erfaringer. En lærer skal være en partner, der hjælper eleverne i læringsprocessen. “The role of the teacher is to mediate rather than dominate” I sin filosofi skelner Dewey imellem tænkning og reflekterende tænkning. Hvor tænkning sker i den passive process, så sker den reflekterende tænkning i den aktive process, hvor læreren inddrager eleverne på lige fod med sig selv. For at gøre den aktive process mulig i praksis, skal uddannelsessystemet adoptere en videnskabelig undersøgelsesmodel (the model of scientific inquiry). Når man møder et problem, skal man sammen i et fællesskab forsøge at løse dette problem ved at dele sine egne erfaringer, argumentere for dem og være parat til at revurdere sine holdninger. Det er dette princip Matthew Lipman viderefører, da han senere formulerer ideen bag Community of inquiry, som også har dybe rødder i den videnskabelige undersøgelsesmodel.
Motivationen for Matthew Lipmans projekt var blandt andet en social uro i samfundet, der eksisterede i 1960'erne og 70'erne, hvor begrebet retfærdighed hyppigt blev brugt uden egentlig at have en klar definition. Der var også en øget interesse for alternative uddannelsesprogrammer, der skulle fremme menneskets evner til at tænke. Disse evner kunne eksempelvis være reflekterende tænkning, som indeholder kritisk tænkning og kreativ tænkning. Interessen for disse uddannelsesprogrammer opstod, fordi man mente, at mennesker skulle kunne tænke selv, og ikke lade autoriteter, traditioner mm. styre deres holdninger. Der var en udbredt holdning til, at de daværende skolesystemer uddannede passive elever – altså elever som i stor grad manglede disse tænke-evner. Lipman mente, at ved at styrke reflekterende tænkning hos børn, ville det bidrage til at gøre disse børn til retfærdige demokratiske borgere. Skolernes mål skal derfor være, iflg. Lipman, at uddanne elever så de kan blive så vidende som det kræves, samtidigt med at de også skal blive så retfærdige som muligt - værdier som alle prises højt i det demokratiske samfund.
"Education can be seen as the great laboratory for rationality, but it is more realistic to see it as a context in which young people learn to be reasonable so that they can grow up to be reasonable citizents, reasonable companions, and reasonable parents."
- Matthew Lipman, Thinking in Education, 2003; 16
Retfærdighed vægter stort hos Matthew Lipman. Det er en demokratisk værdi, som er vigtig at fremme i skolen, og den bedste måde at fremme retfærdighed på, er at indføre filosofiske samtaler i skolen. 
Matthew Lipman gør op med den alment accepterede psykolog Jean Piagets tanker omkring børns udvikling. Iflg. Piaget kan børn hverken rumme abstrakte ideer, eller formå at tænke kritisk før 12-årsalderen. Før 12-årsalderen er børns mentale liv konkret, sansende og følelsesladet. Filosofi med børn kræver en hvis grad af abstraktion og kritisk tænkning. Derfor ville det ikke give mening at lave filosofi med børn før de er blevet 12 år. Men i begyndelsen af 1970‘erne blev undervisere kritiske overfor Piaget, da konsekvenserne for hans stadieteori, betød at børn blev berøvet deres abstraktion.

## IAPC
IAPC (Institute for the Advencement of Philosophy for Children) blev oprettet af Matthew Lipman i 1974 som et amerikansk forskningscenter på Montclair State University. IAPC er et center der uddanner filosofilærere, og udvikler litteratur til filosofisk undervisning – undervisning, der er baseret på ideen om Matthew Lipmans Community of Inquiry som metode.

### Karateristik
De karateristiske træk ved community of inquiry er: 
- Der er et mål. Community of Inquiry er en process, hvis formål er at skabe et produkt.
- Community of inquiry har en retning. Samtalen går hvor argumentet tager den hen.
- Community of inquiry foregår som dialog – ikke samtale[8]
- Man bruger Community of Inquiry til at arbejde med/implementere definitioner af kritisk- kreativ- og omsorgsfuld tænkning.

### Nøgleord
Nøgleord man forbinder med Community of Inquiry:
- Rummelighed: Alle har ret til at deltage – alle er lige.
- Deltagelse: Man behøver ikke at deltage på ligefod.
- Fælles erkendelse: Man er fælles om arbejdet. Det er den samme problemstilling som man er fælles om at løse.
- Social solidaritet: Man er en gruppe, der hjælper hinanden.
- Overvejelser: Man overvejer alternative løsninger og deres begrundelser.
- Upartiskhed: Vær åben - også i forhold til egne fejl i undersøgelser og holdninger.
- Modellering: Fiktive børn kan hjælpe børn med at modnes i filosofiske debatter. Kontrast = Læreren er rollemodellen.[9]
- Tænke selv: Intet er rigtigt eller forkert. Man skal bygge på hinandens ideer og respektere andres holdninger.
- Udfordring: Børn lærer, at udfordringer er gode og ikke behøver at løses ved vold.
- Fornuft: Vigtig! Fornuften forstærker ens kapacitet til at lytte og være åben overfor fornuft.[10]

### Filosofiske betragtninger
For at starte en filosofisk samtale præsenteres gruppen for en historie (stimulus), der har en filosofisk karakter. Historien præsenterer et problem som befinder sig i en såkaldt gråzone - dvs. løsningen ikke er ligefrem, men kræver en diskussion. Hvert enkelt barn i gruppen har mulighed for at lufte sine holdninger og synspunkter på problemet, begrunde dem og få respons fra andre børn. Lærerens opgave er at sidde passivt på sidelinien og holde samtalen i gang ved at spørge ind til diverse holdninger, samt kræve en begrundelse fra børnene. På den måde bliver det ikke kun den voksne, der underviser og danner børnene, men børnene selv, der drager nytte af hindenden. Denne fremgangsmåde kalder Lipman The Model of growth. 

### Citat
"The model of growth may be better provided by the curriculum and by the community of one’s peers that by those who are already adult."
-Matthew Lipman, Thinking in Education, 2003; 14

### Undervisningsbøger
Undervisningsbøgerne består af små filosofiske fortællinger, der præsenterer en filosofisk problemstilling for børnene. Dette er i stedet for de traditionelle undervisningsbøger, der fungerer mere som opslagsværker for viden. I stedet for, at bøgerne skal præsentere viden er det meningen, at børnene sammen skal udvikle deres horisont og blive klogere. 
Metoden har rødder helt tilbage i Antikken, hvor Sokrates forsøgte, igennem dialoger, at danne sine tilhørere. Community of inquiry har samme form som den sokratiske dialog.

### Samarbejde
IAPC har et tæt samarbejde med skoler og andre institutioner rundt om i USA. Af filosofisk litteratur, der er udviklet af IAPC kan nævnes Harry Sottlemeier’s discovery, med en tilhørende instruktionsbog til undervisere om hvordan man skal bruge bogen i undervisningen. Filosofi for børn skal, indenfor IAPC’s rammer, forstås som et autonomt fag, hvor diskussionerne skal være filosofiske i indhold og lærerne skal have kompetencer indenfor filosofi. Der er et fastlagt pensum; Lipmans filosofiske romaner og vejledningshæfter. Hver lærer skal have besøgt Montclair State University for oplæring. Der opereres med en fast og veludviklet didaktik. Klassen skal være et undersøgende fællesskab. Eleverne skal læres op til at kunne gennemskue/genkende diverse slutningsformer, ved at gøre brug af disse slutningsformer i diskussionen. Og eleverne skal kunne reflektere over filosofiske problemstillinger selv.

## SAPERE
I 1990 viste BBC dokumentaren “Socrates for 6 year olds”. Dokumentaren skabte stor interesse omkring filosofi for børn i Storbritannien, og to år senere blev SAPERE (Society for Advancing Philosophical Enqiry and Reflection in Education) oprettet. SAPERE er nært knyttet til IAPC. SAPERE går ligesom IAPC også ind for, at en klasse i en filosofisk samtale gøres til et undersøgende fællesskab. Hvor IAPC har hovedsæde i USA, arbejder SAPERE i Storbritannien. For SAPERE behøver filosofi med børn ikke at være et autonomt fag, men kan nøjes med at være en metode, der kan gøres brug af i anden undervisningen. Der bliver lagt mindre vægt på samtalens filosofiske indhold, og mere vægt på, at eleverne skal udvikle gode holdninger som nysgerrighed og ansvarsfølelse. SAPERE tilbyder undervisningsmateriale, men det ligger frit for underviseren hvad han/hun vil bruge. Der lægges vægt på leg, drama og rollespil for at stimulere elevernes tankefærdigheder og evner til kreativ tænkning. SAPERE er en pluralistisk praksis, forstået på den måde, at der er meget frihed omkring pensum til filosofi med børn. Det er en klar kontrast til IAPC, som har meget strenge krav til pensum og til uddannelse af undervisere. SAPERE startede ud som en frivillig organisation. Senere er den blevet international med flere ansatte medarbejdere, der uddanner lærere til at lave filosofi med børn. SAPERE’s metode er meget brugt i Norge.

## Oscar Brenifier
Oscar Brenifier er en fransk-canadisk filosof, som har udviklet sin egen metode til at udøve filosofi med børn. Han har stor indflydelse i Norge. Han har en mere aggressiv diskussionsstil, hvor filosofiske samtaler skal opleves som ubehagelige. Begrundelsen for dette ubehag omkring filosofiske samtaler er, at hvis man indtræder i en filosofisk samtale, skal man vækkes fra de dogmatiske døs. Dette kan kun ske ved en aggressiv diskussionsstil. Oscar Brenifier ligger sig imellem SAPERE’s frie holdning til system og pensum, og IAPC’s mere strenge krav til system og pensum. Brenifier’s kritik af SAPERE går ud på, at friheden skaber en risiko for at filosofi med børn bliver for flyvsk og afhængig af lærerens egne holdning. Hans kritik af IAPC går ud på at ved at sætte filosofien i så strengt et system og med så strengt et pensum, er der risiko for at filosofien mister sit kritiske potentiale.

## Filosofi med børn i Danmark

### Per Jespersen
Filosofi med børn er ikke ligeså udbredt i Danmark som eksempelvis i Norge. Men der er personer, der har beskæftiget sig med emnet - blandt andet den danske skolelærer og filosof Per Jespersen. Han anses for en af de danske pionerer inden for området. Han var blandt de første som implementerede filosofi i anden undervisning. Sagt med andre ord, kombinerede han indlæring af faktuel viden med filosofering. Per Jespersen kritiserede Matthew Lipman og IAPC. Han mente, at det filosofiske materiale, der udvikles fra IAPC ikke passede ind i den europæiske kultur, “Efter min erfaring kan man imidlertid ikke umiddelbart anvende bøgerne i andre lande end netop USA.” Historierne var med andre ord for amerikanske. Derfor skrev Per Jespersen selv litteratur til filosofisk undervisning. Blandt andet har Per Jespersen udgivet Kim og Marianne serien. Per Jespersen fremhæver klassedialogen som den røde tråd i moderne undervisning. 

#### Citat
“Klassedialogen er spørgende og problemindkredsende – den er søgende og åben – den er igangsættende for alle deltageres tankevirksomhed. Der er elementer af fortælling i klassedialogen – der er elementer af indlæring – og der bør helt afgjort være et stærkt element af åbenhed og kreativitet i den.”
- Per Jespersen, Filosofi med børn - en udfordring, 1988; 27
Per Jespersens mening er, som hos Lipman og så mange andre, at lærerens holdning ikke må være autoritativ. Læreren indgår sammen med børnene i en fælles søgen. Læreren skal fungere som en katalysator for den filosofiske samtale. Hvis den filosofiske debat blandt børnene kører af sporet, eller hvis den går helt i stå, så er det lærerens opgave at starten den op igen, eller føre samtalen tilbage på sporet. Dette gør læreren ved at stille spørgsmål, der leder samtalen tilbage til udgangspunktet.
Iflg. Per Jespersen var hverdagen i slut 1980'erne blevet så stressende og travl, at samtalen mellem børn og forældre var blevet mindsket. Derfor blev det skolens opgave at hjælpe børnene med at samtale med hinanden. Et barn har en naturlig nysgerrighed og spørgelyst, som skal stimuleres igennem filosofiske samtaler i skolen. Ifølge Per Jespersen er det primære formål med filosofi med børn, at børnene skal lære sig selv at kende - og de skal lære at finde deres egne svar. 
Per Jespersen udgav i 1988 en bog med titlen: "Filosofi med børn – en udfording". Bogen fungerer som en praktisk vejledning til hvordan man som underviser skal lave filosofi med børn. Den skitserer børns verden og hverdag som den tog sig ud i slut 1980‘erne. Den behandler begrebet filosofi som det skal forstås i filosofi med børn. Den bidrager med et par filosofiske historier til fjerde- og femteklasser som kan bruges i filosofisk undervisning.

### Michael Højlund Larsen
En anden dansker, der har arbejdet med filosofi med børn er civilingeniøren Michael Højlund Larsen. Han har en master i vejledning med speciale i filosofi og ledelse. I 2012-2013 var Michael Højlund Larsen både underviser og konsulent for lærere og pædagoger på 14 folkeskoler i Guldborgsund Kommune. Det var i kommunen blevet besluttet at introducere praktisk filosofi som en pædagogisk metode på folkeskolerne. Den erfaring Michael Højlund Larsen fik af projektet, har givet materiale til hans bog: "Praktisk filosofi med børn", som udkom i 2013. For Michael Højlund Larsen er praktisk filosofi en vej til dannelse gennem livet. Den praktiske filosofi hjælper os til at blive os bevidste om vores tanker, den måde vi tænker på, og hjælper os til at tage stilling til vores tanker, samt udvikle vores egen tænkning. Da børn er åbne og nysgerrige overfor livet, burde den praktiske filosofi allerede introduceres i de små klasse. Selv forældre kan lave praktisk filosofi med deres børn. Den praktiske filosofi er med til at danne børn. Den hjælper med at udvikle børn til at blive gode demokratiske borgere, der kan tage ansvar for sin egen tænkning. 
For Michael Højlund Larsen er dialogen vigtig. Den fungerer som et samarbejde/et fælles projekt. Målet kunne være at få en bedre forståelse eller større indsigt i hverdagens begivenheder. Dialogen er baseret på tillid. Det er den voksnes opgave at fungere som en undersøgelsesfacilitator. Dvs. at den voksne skal være opmærksom på ikke at give svar på børnenes spørgsmål, men lade børnene samarbejde om at nå til svar.

### Organisationer
Filosofi med børn har været kendt i Danmark siden 80'erne. Mange lærere og pædagoger arbejder selvstændigt inden for feltet, men der er også flere organiserede samarbejder om praksis, uddannelse og/eller forskning inden for området. Eksempler på dette er Filosofipatruljen, Rum for Undren, Filosofi i Skolen og Tankespirerne. De fire organisationer står bag Facebookgruppen "Dansk netværk for filosofi med børn" og den årlige Netværksdag, som traditionelt finder sted sidst i januar måned. 

### Filosofi med børn på læreruddannelsen
Efterhånden har man på landets læreruddannelser erkendt denne pædagogiske tilgangs fordele i forbindelse med børn faglige, eksistentielle og demokratiske dannelse. Det har medført, at man på flere professionshøjskoler tilbyder et modul i Filosofi med børn, fx på VIA University College i Aarhus og Nr. Nissum samt på professionshøjskolen Absalon i Roskilde.

## Bøger om filosofi med børn
- Groth, L., & Kallesøe, D. (2016). Lommefilosoffen: håndbog i filosofi med børn. (2. udgave udg.) Filosofipatruljen.
- Hvis jeg var ... (en ko, en gris, en and, en ged, et får). Samtaleleg med ord og tanker af Rie Skovgaard
- Filosofi med børn i skolen - 45 øvelser af Oscar Brenifier
- Hvad tænker du om følelser? af Oscar Brenifier
- Filosofi med børn - en udfordring af Per Jespersen
- Praktisk filosofi med børn af Michael Højlund Larsen
- Philosophy goes to School af Matthew Lipman
- Thinking in Education af Matthew Lipman
- Dialogues with Children af Gereth B. Matthews
- The Philosophy of Childhood af Gereth B. Matthews
- Philosophy for Young Children: A Practical Guide af Berys Gaut og Morag Gaut
- Tænk Højt med dine elever. 25 sessioner der får hele klassen med af Peter Worley
- Filosofi med børn: De 123 bedste spørgsmål til filosofiske samtaler med børn og unge: Med mange billeder der inspirerer til fælles fordybelse og samtale af Michael Siegmund

## Film
- Ted Talk med Sara Goering Arkiveret 11. september 2014 hos  Wayback Machine
- Udsendelse fra BBC London om Filosofi med børn Arkiveret 22. marts 2015 hos  Wayback Machine
- The Extra Mile Arkiveret 4. april 2016 hos  Wayback Machine
- Picture Book Philosophy Arkiveret 26. marts 2016 hos  Wayback Machine